# Лисенко Євген Васильович
Євген Васильович Ли́сенко (нар. 1 вересня 1933, Харків, УРСР, СРСР — пом. 16 травня 2002, Харків, Україна) — український актор і театральний педагог. Народний артист Української РСР (1981). Професор з 1991 року; голова Харківського обласного осередку Українського фонду культури. Чоловік мистецтвознавиці Тамари Лисенко.

## Біографія
Народився 1 вересня 1933 року в місті Харкові (нині Україна). 1955 року закінчив Школу-студію МХАТу в Москві, де навчався на курсі Оленсандра Карєва. Разом з іншими в Москві створив трупу театру «Современник».
З 1956 року працював у Харківському російському драматичному театрі імені Олександра Пушкіна; одночасно від 1962 року  викладав у Харківській державній академії культури, потім у Харківському інституті мистецтв, від 1978 року — завідувач кафедри майстерності актора. Серед учнів — Олександр Дербас, Ганна Оцупок. Член КПРС з 1965 року.
Жив у Харкові в будинку на вулиці Лермонтовській, № 18а. Помер у Харкові 16 травня 2002 року. Похований у Харкові на Міському кладовищі № 2.

## Творчість
театральні ролі
- Авилов, Лунін («Відкриття», «Наближення» Юрія Щербака);
- Ленін («Дипломати» Сави Дангулова);
- Борис Годунов («Борис Годунов» Олександра Пушкіна);
- Гай («Темп-1929» за Миколою Погодіним);
- Шмага, Прибитков («Без вини винні», «Остання жертва» Олександра Островського);
- Лопахін («Вишневий сад» Антона Чехова);
- Понтій Пілат («Майстер і Маргарита» за Михайлом Булгаковим);
- Борис Ізмайлов («Леді Макбет Мценського повіту» за Миколою Лєсковим);
- Хома Опискін («Село Степанчикове та його мешканці» за Федором Достоєвським);
- Тев'є («Поминальна молитва» Григорія Горіна);
- Макдуф («Макбет» Вільяма Шекспіра);
- Журден («Міщанин-шляхтич» Жана-Батиста Мольєра);

у кіно
- Нестеренко («Друге дихання», 1974, режисер Ісак Шмарук);
- Дмитро Марченко («Біла тінь», 1979, режисери Євген Хринюк, Оксана Лисенко);
- Харитонов («Платон мені друг», 1980, режисер Віктор Шкурин).

## Відзнаки
- Народний артист УРСР з 1981 року;
- Муніципальна премія І. Мар’яненка (1996);
- Орден «За заслуги» ІІІ ступеня (2000).

## Вшанування
16 травня 2003 року в Харкові, на будинку на вулиці Лермонтовській, № 18а, де жив актор, встановлено гранітну меморіальну дошку.